# Raz Fossae
Le Raz Fossae sono un sistema di canali e depressioni presente sulla superficie di Tritone, il principale satellite naturale di Nettuno; il loro nome deriva da quello della baia delle anime nella mitologia bretone.